# Мадригал, Аль
Алессандро Либорио Мадригал (англ. Alessandro Liborio Madrigal; род. 4 июля 1971, Сан-Франциско, Калифорния, США) — американский актёр-комик.

## Биография
Аль Мадригал вырос в районе Сансет. Его отец имеет мексиканское происхождение, а мать — сицилийское происхождение. Учился в частной католической школе им. Игнатия Лойолы. Затем Мадригал учился в Сан-Францисском университете.
Аль Мадригал начал работать и работает до сих пор преимущественно в юмористическом направлении. С 1998 года полностью посвящает себя комедийному жанру. Мадригал начал свою карьеру с выступлений в клубах. В 2002 году участвовал на комедийных фестивалях в Монреале. В 2009 году Мадригал начал сотрудничать с телевизионной компанией «Fox Broadcasting Company» и начал появляться в сериалах. В 2009 году появился на ток-шоу «The Tonight Show» вместе с Конаном О’Брайеном. В 2011 году появился на ток-шоу «Conan». В 2012 году Аль Мадригал и комик Билл Бёрр основали сообщество комиков «All Things Comedy». Аль Мадригал регулярно появлялся на ток-шоу «Джимми Киммел в прямом эфире». Работает корреспондентом на шоу «The Daily Show» вместе с Джоном Стюартом, а также на радиосети «CBS». Лучшие сериалы Аля Мадригала: «Американский папаша!», «Холостяк Гари» и «Мой мальчик».

## Фильмография
| Год       |     | Русское название                      | Оригинальное название                 | Роль                     |
| --------- | --- | ------------------------------------- | ------------------------------------- | ------------------------ |
| 2003      | с   | —                                     | The Ortegas                           | Луис Ортега              |
| 2004      | тф  | Американа                             | Americana                             | н/д                      |
| 2007—2010 | с   | Волшебники из Вэйверли Плэйс          | Wizards of Waverly Place              | испанский карманный эльф |
| 2008      | с   | Добро пожаловать в «Капитан»          | Welcome to the Captain                | Хесус                    |
| 2008      | с   | —                                     | Happy Hour                            | Рэй                      |
| 2008      | кор | —                                     | Buddy 'n' Andy                        | Мучо Густо               |
| 2008—2009 | с   | Холостяк Гари                         | Gary Unmarried                        | Деннис Лопес             |
| 2009      | ф   | Ложь и иллюзии                        | Lies & Illusions                      | Мартин                   |
| 2009      | ф   | —                                     | The Very Funny Show                   | н/д                      |
| 2009      | с   | —                                     | Los Foley Guys                        | Рэй                      |
| 2010      | с   | Ник Свардсон временно симулирует      | Pretend Time                          | Мануэль                  |
| 2010      | тф  | —                                     | Tax Man                               | Гилули                   |
| 2011—2012 | с   | Свободные агенты                      | Free Agents                           | Грегг                    |
| 2012      | с   | Ежедневное шоу                        | The Daily Show                        | разные персонажи         |
| 2014      | мс  | Американский папаша!                  | American Dad!                         | мексиканский охранник    |
| 2014—2015 | с   | Мой мальчик                           | About a Boy                           | Энди                     |
| 2016      | ф   | Так и гонять лысого                   | And Punching the Clown                | офицер Дельгадо          |
| 2016      | с   | Люцифер                               | Lucifer                               | доктор Джонатан Медина   |
| 2016      | с   | Трудности ассимиляции                 | Fresh Off the Boat                    | мистер Джи               |
| 2016      | с   | WHIH: Новостной фронт                 | WHIH News Front                       | Уилл Адамс               |
| 2017      | ф   | Происшествие монументального масштаба | A Happening of Monumental Proportions | Аарон                    |
| 2017      | ф   | Дочь и мать её                        | Snatched                              | посол                    |
| 2017—2018 | с   | Умираю со смеху                       | I’m Dying Up Here                     | Эдгар Мартинес           |
| 2018      | ф   | Вечерняя школа                        | Night School                          | Луис                     |
| 2018      | с   | Одинокие родители                     | Single Parents                        | Рик                      |
| 2019      | с   | —                                     | Ball & Tee                            | разные персонажи         |
| 2021      | ф   | Морбиус                               | Morbius                               | Альберто Родригес        |

## Награды
- 2004: награда «HBO Aspen Comedy Festival Juror Award» за работу по стендапу в Аспене
- 2014: награда «Genesis» на «The Daily Show»
- 2014: номинация «Imagen» в сериале «Мой мальчик»
- 2015: награда «Mixed Remix Festival» в категории «Storyteller’s Prize»